# Iochom István
Iochom István (Szentandrás, 1956. december 2. –) erdélyi magyar újságíró, közíró és publicista.

## Élete
A középiskolát Déván végezte 1975-ben, a tanárképző főiskolát pedig Marosvásárhelyen, ahol 1980-ban szerzett román-magyar szakos tanári oklevelet. Kézdivásárhelyre kapta tanári kinevezését, ahol 1984-ig a jelenlegi Turóczi Mózes Általános Iskolában tanított. 1984-től 1989-ig az Ifjúsági Klub igazgatója volt. 1990 szeptember elsejétől nyugdíjba vonulásáig, 2021. december 31-ig a Háromszék napilap belső munkatársa, kézdiszéki tudósítója. Első publicisztikai írásai több mint negyven évvel ezelőtt A Hétben jelentek meg. Azóta több mint tízezer cikke látott napvilágot a romániai magyar sajtóban. 25 könyv szerzője és társszerzője.

## Művei

### Kísért a múlt Székelyföldön
Első könyve, a Kísért a múlt Székelyföldön – az úgynevezett Agache-ügy története 1999-ben jelent meg. Könyvében igazi emberi tragédiák rajzolódnak ki a vallomásokból, nyilatkozatokból, sajtószemelvényekből. Az erdélyi Kézdivásárhely egykori hírhedt milicista őrnagyát Agache Aurelt kegyetlenségei, visszaélései miatt 1989. december 22-én a város főterén meglincselték. Agache a múlt rendszer jelképe, azé a rendszeré, amelyről azt hittük, hogy halálra ítélték 1989 decemberében, de amely most sok évvel később is áldozatokat követel magának. Ügye egyaránt része a múltnak és a jövőnek, a folyamatos történelmet jeleníti meg. Az áldozatok sorsa nem csak egyéni fájdalmat tükröz - egy egész közösség megpróbáltatásai kiviláglanak belőle. Több személyt jelöltek meg lehetséges bűnösnek, s négyet közülük elítéltek. Első fokon összesen 18 év börtönbüntetést kaptak. A könyv függelékében korabeli fotókat, az elítéltek képeit, és az ügyhöz kapcsolódó dokumentumokat találunk. A könyv megjelenésekor az Agache-per még folyamatban volt.
(A kötet előszava alapján, Kocsis Károly)

### Pisztoly az Olt vízében
Négy hónap se telt el első kötete megjelenése óta, amikor második kötetét tette le az olvasók asztalára. Riportokat, interjúkat tartalmazó kötete tíz év alkotói munka szintézise, újságírói munkásságának legragyogóbb gyöngyszemeit foglalta csokorba.
Akárcsak az úgynevezett Agache-ügy történetét feldolgozó, nagy sikert arató munkájában, itt is jelen vannak a hatalmukkal visszaélő, gumibotos erejüket fitogtató rendőrök és ártatlanul meghurcolt, megvert, bebörtönzött vagy akár a halálba hajszolt áldozataik. Itt is felsejlik a vörös terror kísértése, áldatlan tevékenységük kellős-közepén találjuk a hírhedt gondolatrendőrség, a Szekuritáté pribékjeit, s a lelküket önként vagy kényszer hatására eladó renegátokat.
Megannyi sorstragédia filmkockái peregnek le előttünk a könyvet végigolvasva. Kuláknak bélyegzett, tisztességes, dolgos gazdák, akiket megfosztottak a vagyonuktól, s munkatáborba deportálták őket. Rendszer ellen küzdő, a betyárvilág nosztalgiáját idéző, a nép emlékezetében még ma is elevenen élő magányos hősök. Egykori börtönlakók, szélhámosok csapdájába esett hétköznapi emberek, hosszú hajuk miatt számkivetett fiatalok mesélik hangszalagra történetüket.
De mindez csak felét teszi ki a kötetnek. Az igazi hősök azok, akik a múltban is maradandót tudtak alkotni, s akik ma is erejükből telően küzdeni képesek a legnemesebbekért. Akik emelt fővel élték át a tegnapot, s van bátorságuk szembenézni a holnapokkal.
Iochom István könyvében sajátos módon kapcsolódik össze a múlt a jelennel. Kegyetlen szenvtelenséggel sorakoztatja egymás mellé a tényeket, hogy mérföldekkel vigyen közelebb e tájhoz és lakóihoz.
(Részlet a kötet előszavából, Kocsis Károly nyomán)

### A Kézdivásárhelyi Sportegyesület története
2004-ben Bartos Lóránttal közösen adta ki A kézdivásárhelyi Sportegyesület története – múlt, jelen jövő című sporttörténeti monográfiát, melyben a szerzőpáros a KSE alapításától napjainkig követte a sportegyesület történetét.
2004-ben, 92. születésnapját ünneplő Kézdivásárhelyi Sport Egyesület – 2001-es újraalakítása után – történelmének egy újabb fontos állomásához érkezett, amikor megjelent a múltját, jelenét és jövőjét bemutató monográfia.
A KSE életének két állomását, az 1912. szeptember 15-én kezdődő múltat, amely kisebb-nagyobb megszakításokkal 1959-ig tartott, majd a rendszerváltás után 1990-ben induló jelent információkban és képekben is gazdagon bemutató KSE-történet nemcsak az említettekben merül ki, hiszen egy lehetséges képet rajzol az egyesület jövőjéről is.

### Pusztai, Jeges, Dézsi
Iochom István a kézdiszéki betyárokról készített dokumentumriportot 2006-ban. A könyv első részében írott dokumentumok alapján a három betyár – Pusztai Ferenc, Máté György (Jeges) és Dézsi Dénes – tetteiről és halálukról számol be, míg a kötet második felében idősebb ozsdolai, kézdivásárhelyi, bélafalvi, kézdikővári, csomortáni, kézdialmási és más kézdi-orbaiszéki településeken, illetve a Kászonokban élő személyek, a betyárok rokonai, kortársai, ismerősei emlékeznek vissza a múlt század közepének betyárjaira, azok bátor tetteire. A függelékben első alkalommal jelennek meg hiteles fényképek a meggyilkolt Pusztairól és Dézsiről, valamint a Bélafalván meglőtt két milicista altisztről. Jegesről nem került elő fénykép. A függelékben megtalálható a Dézsi zsebében talált feljegyzések egy részének másolata, valamint korabeli és napjainkban készített fotók is emelik a kötet értékét.
Pusztai, Jeges, Dézsi. Az ötvenes évek elején e három név tartotta izgalomba Felső-Háromszéket és a Kászonok vidékét. A kommunista hatalom üldözte, katonaszökevényként, gyilkosokként és rablókként kezelte őket, míg a nép egyszerű fiai szemében nagy megbecsülésnek és népszerűségnek örvendtek, akárcsak Rózsa Sándor, Bogár Imre, Angyal Bandi, Sobri Jóska és a többi legendás hírű betyár. A falusi nép a szegények pártfogóiként és a zsiványbecsület legromantikusabb megtestesítőiként, valóságos balladai hősökként tisztelte és emlegette a három betyárt. Nem lehetett elhallgatni, hogy ezek a bátor és néha túl vakmerő fiatalemberek harcba szálltak a kommunista hatalom kiszolgálóival, annak hűséges pribékjeivel – írja előszavában a szerző.

### "Bukovina, édes hazám..."
„Bukovina, édes hazám...” címmel jelentette meg azokat a balladákat és népdalokat, amelyeket a Hunyad megyei székely telepekről gyűjtött. Gyűjteménye korántsem meríti ki a Hunyad megyei székely telepesek népköltészetét, csupán ízelítő mindhárom telepről. A 2007- ben megjelentett gyűjtés eredetileg államvizsga dolgozatnak készült 1979-ben. A kötet anyagát 1976. decembere és 1978. szeptembere között gyűjtötte. Az első népdalokat 1976. december 25-30. között jegyezte le Csernakeresztúron, ahol nagyszülei éltek. A legtöbb balladát 1978 nyarán gyűjtötte. Államvizsga dolgozatát 1980-ban védte meg a marosvásárhelyi tanárképző főiskolán. Az összegyűjtött anyag több mint huszonöt évig feküdt a fiókjába, majd 2006 végén döntötte el e kötet megszerkesztését, melyet a 2006-ban elhunyt Zsók Béla emlékének szentelt.

### Élet a csipkésdrót mögött
A szovjet hadifogságról 1990-ig beszélni sem volt ajánlatos, mert sértette a szovjet-magyar barátságot, ezért a hadifogsággal foglalkozó könyvek csak a rendszerváltást követően jelenthettek meg és számos dokumentumfilm is foglalkozott az elhurcoltak sorsával, és több tucat visszaemlékezés is megjelent az utóbbi tizenhat esztendőben. Romániában a Szemtanú könyvek sorozatának első kötete Ferencz Imre szerkesztésében jelent meg 1997-ben Történetek a fogságból címmel és hatvan székely hadifogoly emlékeit tartalmazza. Kézdiszéken is akadtak olyan volt hadifoglyok, akik megírták kálváriájukat.
A könyvben kizárólag kézdiszéki volt hadifoglyok visszaemlékezéseit tartalmazza. Napjainkban sajnos már egyre kevesebben vannak olyanok, akik tanúi voltak az emberiség történelme eme gyászos korszakának és túlélték a sztálini lágereket. A visszaemlékezők egytől egyig már a nyolcvanadik életévüket is betöltötték, a legidősebb kilencvenhat éves. Ennyi év távlatából nem minden adatközlő emlékezett vissza a hadifogságban történtekre, van, aki jobban, van, aki kevésbé tudta elmesélni a vele történteket, de ettől függetlenül azok is helyet kaptak a kötetben. Igyekeztem arra, hogy minél kevesebb orosz szó kerüljön be a vallomásokba – számuk elenyésző.
Iochom István a gyűjtőmunkához 2006 szeptemberében fogott hozzá Bereckben, majd öt hónapon keresztül végigjárta Felső-Háromszék valamennyi települését, ahol tizenkilenc faluból és Kézdivásárhelyről a Szovjetunióban raboskodó negyven volt hadifogoly visszaemlékezését rögzítette. A negyven hadifogoly közül a könyv nyomdába kerülésekor öten már nem éltek, közülük ketten 2006 decemberében, illetve 2007 januárjában hunytak el. Olyan kézdiszéki kis falvak is vannak, ahol már egyetlen volt hadifoglyot sem élt. A kötet összeállításánál három írott visszaemlékezést is felhasznált.

### Az ozsdolai szabó, aki megélt két világháborút
2016-ban a Kaláka Könyvek sorozatban adták ki újabb könyvét, Az ozsdolai szabó, aki megélt két világháborút címmel, mely Borbáth József visszaemlékezéseit tartalmazza.

### Hadifogolyélet Nyugaton és a Szovjetunióban
[[2017-ben jelent meg a Hadifogolyélet Nyugaton és a Szovjetunióban című kötete.]]

### Hadiárvasors
2018-ban Kiss Erikával közösen jelentette meg a Hadiárvasors című nagy sikerű könyvet.

### Kézdiszéki kulákok és deportáltak
2019-ben a Kézdiszéki kulákok és deportáltak címmel adta ki az egykori kulákok, deportáltak, illetve leszármazottak visszaemlékezéseit tartalmazó kötetet.

### Az esztelneki dajka
Az utóbbi húsz év legjobb publicisztikai írásaiból állított össze válogatást. A címadó írás a Ceaușescu gyermekek esztelneki dajkájáról szól.

### A kézdivásárhelyi minorita rendház
2021 decemberében jelent meg Bartos Lóránttal közösen írt könyve.
2023. szeptember 18-án a Kanta Szakképző Központ tanévnyitó ünnepségén Fórika Balázs, a Szentháromság római katolikus templom kántora mutatta be a Bartos Lóránt - Iochom István szerzőpáros A kézdivásárhelyi minorita rendház c. könyv második kiadását.

### Hadiárvasors könyv második, bővített kiadása
Gyönyörű tördelőszerkesztés, tartalmas belső, értékes képanyag jellemzi a Hadiárvasors című könyv második, bővített kiadását, amely Iochom István és Kiss Erika tollából látott ismét napvilágot 2022-ben.

### Katonasors
2023 nyarán megjelent Katonasors című könyve, amely egykori munkaszolgálatos katonák visszaemlékezését örökíti meg, hiánypótló kötetként.

### Képes albumok
2010-ben jelent meg Bartos Lóránt szerzőtársával írt első képes album Kézdiszentlélekről, majd Torja, Gelence, Bereck, Kézdialmás-Lemhény, Esztelnek, Csernáton, Kézdivásárhely, Torja bővített kiadása és Dálnok képes albuma láttak 2017-ig nyomdafestéket a csíkszeredai Alutus Nyomda jóvoltából. 2020-ban jelent meg, a Kézdiszentkereszt és Bélafalva képes albuma.

## Tevékenysége
Oroszlánrészt vállalt az ozsdolai betyárok emlékének ápolásában. Az ő kezdeményezésére állítottak 2014-ben emlékjelt Ozsdola főterén a falu antikommunista mártírjainak emlékére, valamint Almásréten Pusztai Ferencnek kopjafát 2013 októberében. Szakértője volt a gyergyószentmiklósi Zsigmond Attila által rendezett és 2014-ben bemutatott Székelyföldi betyárok című, nagy sikerű, azóta számos díjat nyert dokumentumfilmnek.

## Díjak, elismerések
Eddigi munkássága elismeréseként 2021. február 25-én Tegyünk Kédiszékért-díjban részesült.
2022. június 3-án Budapesten Ex Libris-díjat vehetett át. A díj odaítélését dr. Gubcsi Lajos, A Magyar Művészetért Díjrendszer Kuratóriumának elnöke az alábbi szavakkal indokolta meg: „Ex Libris Díjat nyújtunk át a háromszéki Iochom István írónak, közírónak és újságírónak azért a sok évtizedes töretlen pályafutásáért, amellyel saját népét, a székelység lelkét összefogta, ápolta”.